# Trigon
Trigon — немецкая инструментальная фьюжн-рок-группа из города Карлсруэ, играющая в стилях Jam Rock, краут-рок и прогрессивный рок. Участвовала в различных фестивалях. Национальных: Art-Rock Festival, ProgParade, Burg Herzberg Festival и Zappanale. И международных: Ваjа Prog в Мексике и Festival Crescendo в Бордо Франция. В 2005 году они сопровождали Nektar в Европейском туре.

## Релизы

### DVDs
- Live 2007 (2007)

### CDs

#### Студийные
- 2011 (2011)
- Emergent (2005)
- Continuum (2004)
- Beschränkte Haftung (2000)
- Nova (1990)

#### Концертные
- Herzberg 2004 (2004)
- Burg Herzberg Festival 2002 (2002)

## Прочие работы

### Саундтреки
- Hunting Dragonflies (17. Июнь 2005)

в Crimson Chain Productions
- Sonderfahrt (Август 2004)

"Bergfilm" путём TU Ilmenau

### Sampler / Ремиксы
- Progstravaganza I-IX (14. June 2013)
- eclipsed - ROCK - Die CD: großartige Cover-Versionen zum Buch (6. April 2013)
- ProgSphere’s Progstravaganza Compilation of Awesomeness – Part 9 (16. Februar 2012)
- Eclipsed - The Art Of Sysyphus Vol. 62 (2011)
- Zappanale18 Retrospective (2008): DVD и CD с фрагментами некоторых концертов Zappanale18 2007.
- CRESCENDO Festival De Rock Progressive Live 2005 Et 2006 (2007): DVD с фрагментами некоторых концертов в 2005 и 2006.
- Eclipsed - Music From Time And Space Vol. 14 (2005)
- assorted [progrock-dt] related music vol. 1 (November 2004): Прог-самплер.
- Portals. Movements. Structures III (Juli 2004): компиляция, подготовленная Lew Fisher из Progressive Music Society.
- 23rd Peter - Trigonometrie (Februar 2004): подготовлено из семплов немецкой рок-группы программа TRIGON.

### Игры
- CA_DMOilrig - The Oilrig, featuring "Trigon" (2001): как участник Chaotic Dreams и как бывший участник Trigon, Kirk Erickson использует трек Trigon ("Dekadence and Corruption") в одной из своих Quake III карт.